# Adel Hammami
Adel Hammami (arabe : عادل الهمامي) est un footballeur tunisien actif dans les années 1980 et 1990. Gardien de but, il a gardé la cage du Club africain.

## Carrière
En 2015, il devient entraîneur des gardiens du Club africain.

## Palmarès
- Vainqueur de la Coupe d'Afrique des clubs champions en 1991
- Vainqueur de la Coupe afro-asiatique des clubs en 1992
- Vainqueur de la Coupe arabe des vainqueurs de coupe en 1995
- Champion de Tunisie en 1990 et 1992
- Vainqueur de la Coupe de Tunisie en 1992
- Finaliste de la Coupe d'Afrique des vainqueurs de coupe en 1990